# Кінська
Кінська́, Кінські́ Во́ди (назва за часів Козаччини), Кі́нка, Ко́нка (крим. Yilki Su — «Вода диких коней») — річка в Україні, в межах Пологівського та Запорізького районів Запорізької області, ліва притока Дніпра (басейн Чорного моря).

## Назва
Найімовірніше, свою назву річка отримала у XVII—XVIII століттях, коли цей водний шлях слугував природним кордоном між землями запорозьких козаків та поселеннями ногайців, оскільки народні перекази так чи інакше пояснюють її боротьбою козаків зі степовими кочівниками. За першою версією, річкою плив ногайських хан із наміром вивезти до Криму награбоване золото. Козаки влаштували засідку і вбили усіх членів корабельної команди, але хану вдалось втекти на чарівному золотому коні. За іншою версією, річку назвали Кінською оскільки під час переслідування козаками загону ногайців їхні коні відмовились входити у води річки, забарвлені кров'ю ворогів.

## Опис

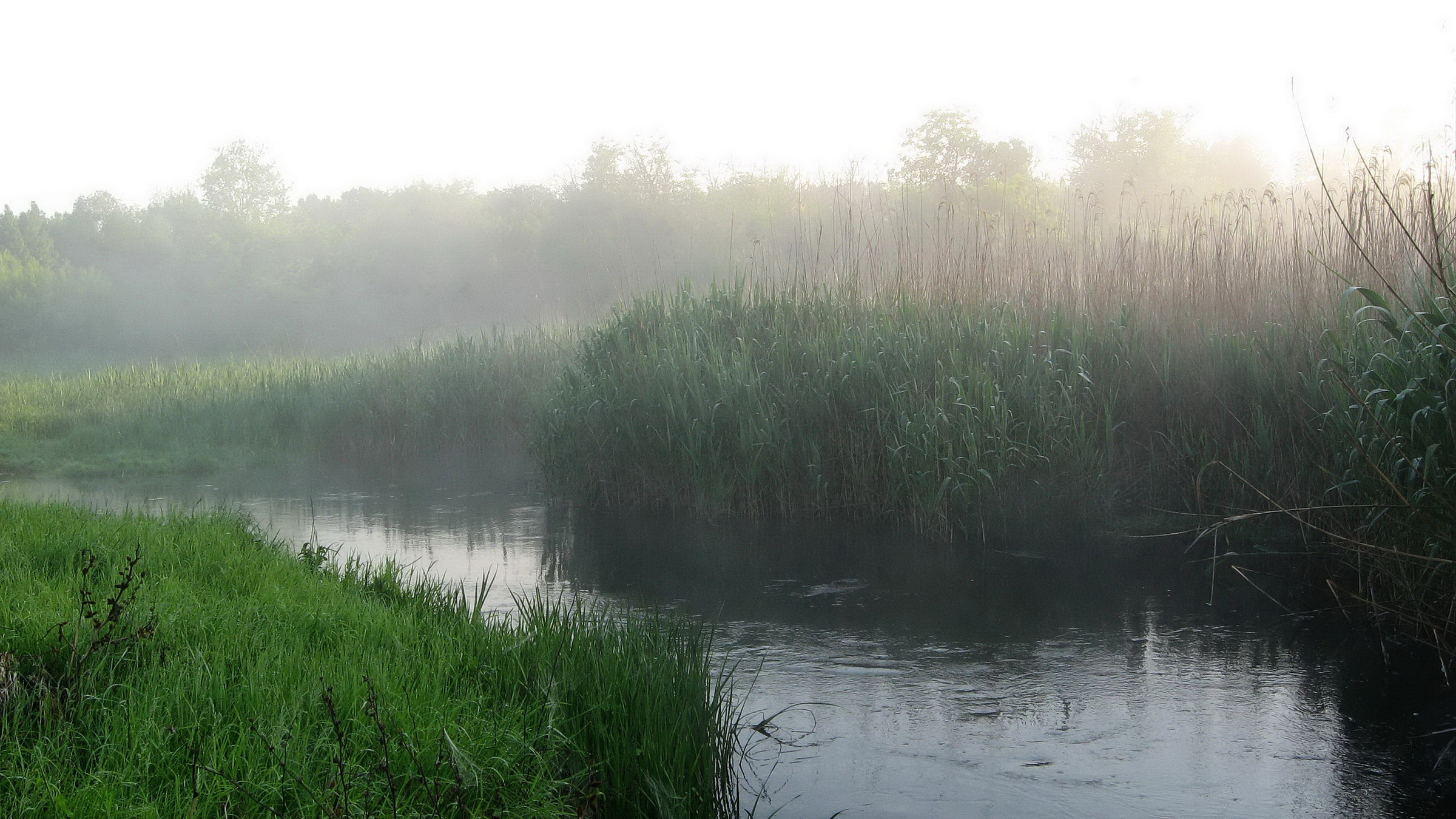
Світанок у Кінських плавнях

Річка завдовжки 149 км, площа водозбірного басейну 2600 км². Похил річки 1,7 м/км. Долина у верхній і середній течії вузька, нижче розширюється до 3,5 км. Річище у нижній течії утворює рукави та протоки, глибина його 6—7 м. Живлення снігове і дощове. Льодостав нестійкий, з грудня до початку березня.
Мінералізація води річки висока — за багаторіччя в середньому становить: весняна повінь — 2407 мг/дм³; літньо-осіння межень — 2766 мг/дм³; зимова межень — 2812 мг/дм³. Зведено Жданівське водосховище та близько 140 ставів. Частково судноплавна. Використовується для потреб рибного господарство (у гирлі).

## Географічне розташування

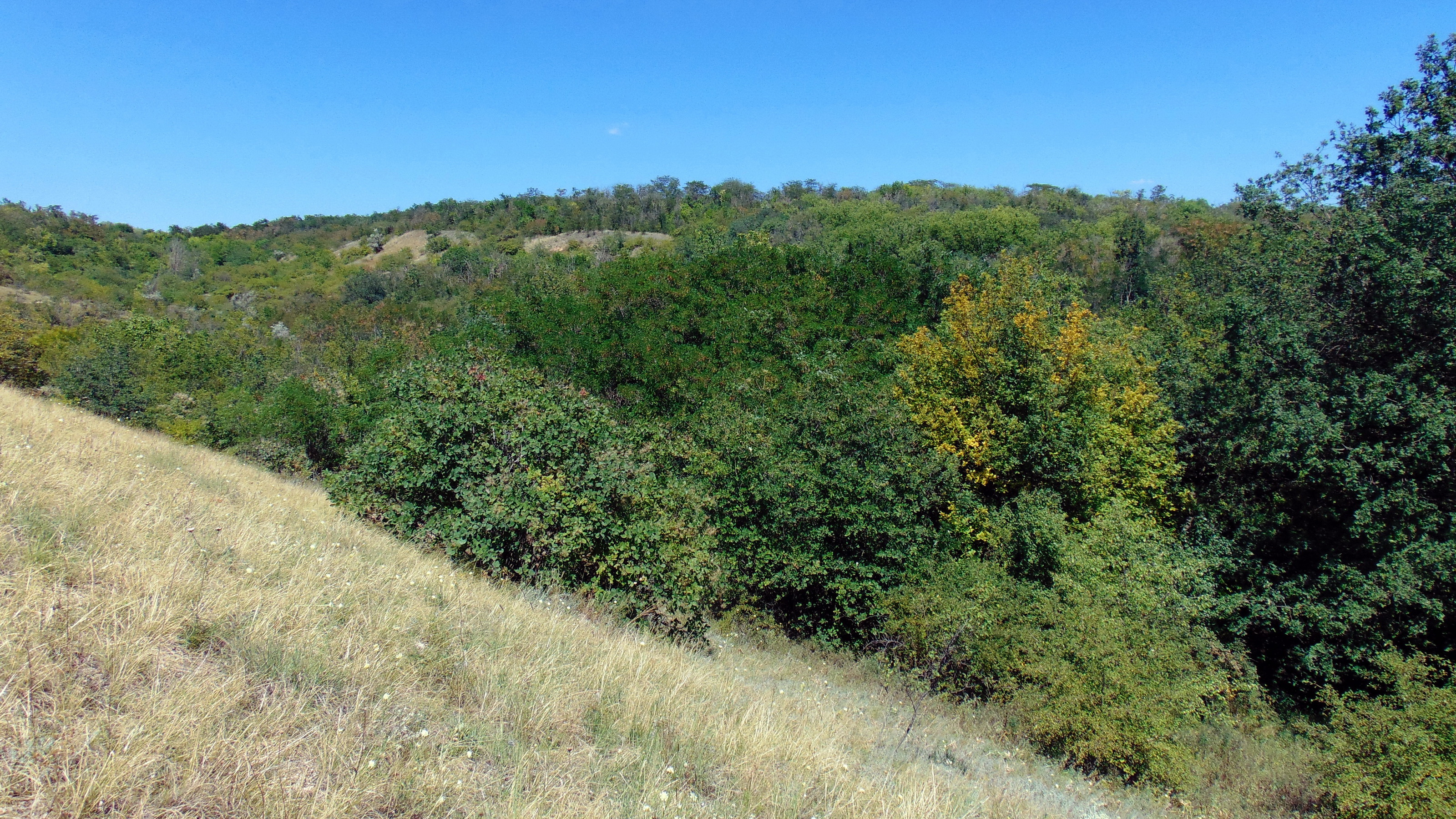
Пам'ятка природи «Урочище Пристіни»

Кінська бере початок на Приазовській височині, на південний схід від села Зразкового. Тече переважно на північний захід, у пониззі — на захід, у пригирловій частині — на південний захід. Впадає у Дніпро (у Каховське водосховище) на південь від селиша Малокатеринівки.

## Притоки
- Праві: Суха Кінська, Жеребець, Берестова, Комишувата.
- Ліві: Ожерельна, Токмачка, Вербова, Балка Оріхова.

## Населені пункти
Над річкою розташовані найбільші населені пункти (від витоків до гирла): м. Пологи,  Оріхів, селище Комишуваха.

## Історія
До створення Каховського водосховища текла серед плавнів паралельно до головного річища Дніпра уздовж лівого берега дніпровської долини, то зливаючись із Дніпром, то віддаляючись від нього. Ширина становила близько 120 м при глибині 4 м. При впадінні у Великий Луг вона з'єднувалася з основним річищем Дніпра численними протоками. Потім віддалялася і ще кілька разів з'єднувалася (вдруге — біля Кам'яного Затону, втретє — в урочищі Карай-Тебен біля сучасного села Бережанка Херсонської області). Вода в ній, порівняно із жовтуватою водою Дніпра, здавалася зовсім синьою і прозорою. Від сучасного села Козацька Слобода до села Любимівка Херсонської області протягом 45 км текла окремим річищем. Наступне окреме від Дніпра її річище починалося на 7,5 км вище сучасної Каховської греблі й закінчувалося на 2,5 км нижче, відділяючи від лівого берега дніпровської долини Таванської переправи. Нині залишилося лише окреме від Дніпра русло, що розташоване нижче греблі Каховської ГЕС. Її рукав — Козачелагерна Кінська починається на 24-му км й закінчується на 42-му км нижче греблі Каховської ГЕС. Рукав Верхня Кінська бере початок за 47 км нижче греблі і переходить у судноплавний рукав Цюрупинська Кінська, впадаючи у Дніпровсько-Бузький лиман.
У XIV столітті у гирлі Кінської розташовувалась столиця Мамая місто Замик.
У XVII—XVIII століттях на берегах Кінської знаходилися ногайські поселення. Русло річки в степовій частині перетинали татарські Муравський шлях та Кримський шлях — їхні переправи були, відповідно, в урочищах Кінські Роздори біля сучасного села Таврійське (у минулому — Жеребець) та Григорівка, колишня слобода Кінсьководівка. З річкою тісно пов'язана історія запорозького козацтва. Урочище Карай-Тебен у гирлі другого відрізка течії Кінської слугувало запорожцям місцем для переговорів та обміну полоненими. У гирлі іншого відрізка течії Кінської знаходилася турецька фортеця Ісламкермен. Козацькі флотилії під час військових походів не раз проходили рукавом Кінської біля цієї фортеці, залишаючись непоміченими для турків і татар.
Дослідники вважають, що по річці Берді та степових відрізках Кінської запорожці верталися на Запорозьку Січ після вдалих походів на чорноморське узбережжя. Біля рукава Цурюпинська Кінська знаходилась Олешківська Січ. У гирлі одного з її рукавів 1696—1711 роках існувала велика російська фортеця Кам'яний Затон. У XVIII столітті берегами річки розташовувалися козацькі зимівники. У 1705 році по Кінській було проведено кордон із Кримським ханством та Османської імперії. 
У 1770 році по Кінській та Берді почалося будівництво Дніпровська лінії оборонних укріплень.
18 вересня 1941 року на Конці поблизу села Благовіщенка за наказом радянського командування підірвано бронекатери і корабель загону Чорноморської флотілії, які потрапили в оточення.
У червні 2023 року, після підриву Каховської ГЕС, суттєво знизився рівень води в річці, вода відійшла від берегів на декілька метрів.